# Condado de Nance
O Condado de Nance é um dos 93 condados do estado norte-americano de Nebraska. A sede do condado é Fullerton, que é também a sua maior cidade. O condado tem uma área de 1160 km² (dos quais 18 km² estão cobertos por água), uma população de 4.038 habitantes, e uma densidade populacional de 3,9 hab/km² (segundo o censo nacional de 2000). Foi fundado em 1871 e o seu nome é uma homenagem a Albinus Nance (1848-1911), o quarto governador do Nebraska.